# Ричардс, Эдвин
Эдвин Уильям Гриффит Ричардс (англ. Edwin William Griffith Richards; 15 декабря 1879, Абергавенни, Монмутшир — 10 декабря 1930, Ипсуич) —  валлийский хоккеист на траве, защитник. Бронзовый призёр летних Олимпийских игр 1908 года.

## Биография
Эдвин Ричардс родился 15 декабря 1879 года в британском городе Абергавенни. Его отец, торговец железом, умер от брюшного тифа в начале сентября того же года.
Играл в хоккей на траве за «Абергавенни».
В 1908 году вошёл в состав сборной Уэльса по хоккею на траве на летних Олимпийских играх в Лондоне и завоевал бронзовую медаль, которая пошла в зачёт Великобритании. Выступал на позиции защитника, провёл 1 матч, мячей не забивал.
Умер 10 декабря 1930 года в британском городе Ипсуич.